# Wilson Irvine
Pour les articles homonymes, voir Irvine.
Wilson Irvine, né le 28 février 1869 à Byron dans l'état de l'Illinois et décédé le 21 août 1936 à Lyme dans l'état du Connecticut aux États-Unis, est un peintre impressionniste américain. Membre de la colonie artistique d'Old Lyme et peintre notable de la ville de Chicago à ses débuts, il est notamment connu pour ses peintures de paysages de la région de la Nouvelle-Angleterre réalisé dans le style de l'école de Barbizon, l'American Barbizon School, et pour sa maîtrise de la lumière et de la texture.

## Biographie
Wilson Irvine naît à proximité de la ville de Byron dans l'état de l'Illinois en 1869. Il étudie à la Rockford Central High School (en) à Rockford et s'installe en 1888 à Chicago ou il travaille comme peintre, illustrateur et graphiste, utilisant une nouvelle invention, l'aérographe. En 1891, il épouse Lydia C. Weyher. En 1893, il travaille pour la Chicago Portrait Company. En 1895, il commence à suivre les cours du soir de l'Art Institute of Chicago et participe à la fondation de la Palette and Chisel Academy of Fine Art (en), dont il devient le président en 1899. En 1903, il termine ses études et s'établit comme peintre indépendant. En 1911, il est le président de la Chicago Society of Artists (en). Durant cette période, il voyage régulièrement dans la région de la Nouvelle-Angleterre ou il visite notamment les états du Massachusetts et du Connecticut. Il séjourne également dans l'état de la Virginie et à La Nouvelle-Orléans. En 1908, il visite l'Angleterre et la France ou il séjourne en Bretagne.
En 1914, il déménage à Old Lyme dans le Connecticut afin d'intégrer la colonie artistique de la ville. Il reçoit une médaille d'argent à l'exposition universelle de Panama-Pacific à San Francisco en 1915. En 1917, il devient membre de la Lyme Art Association (en). En 1923, il séjourne une deuxième fois en Europe ou il visite les îles Britanniques. En 1924 et 1925, il visite durant l'été le Canada et le Québec. En 1926, il est élu à l'académie américaine des beaux-arts. En 1928 et 1929, il voyage une dernière fois en Europe, visitant le sud de la France et la ville de Martigues ainsi que l'Espagne et la ville de Ronda en Andalousie.
Il décède d'une hémorragie cérébrale en 1936 à Lyme.
Ces œuvres sont notamment visibles ou conservées à la National Gallery of Art de Washington, au Florence Griswold Museum d'Old Lyme, à Union League Club of Chicago (en) et l'Art Institute of Chicago, au Bruce Museum of Arts and Science (en) de Greenwich, à l'Hunter Museum of American Art (en) de Chattanooga, au Phoenix Art Museum de Phoenix, au Morris Museum of Art (en) d'Augusta, au Parthénon de Nashville, au Monhegan Museum de Monhegan, au Wadsworth Atheneum d'Hartford, au Krannert Art Museum (en) de Champaign, au Figge Art Museum (en) de Davenport, au Brauer Museum of Art (en) de Valparaiso, au Rockford Art Museum de Rockford et à l'Huntington Museum of Art d'Huntington.

## Œuvres

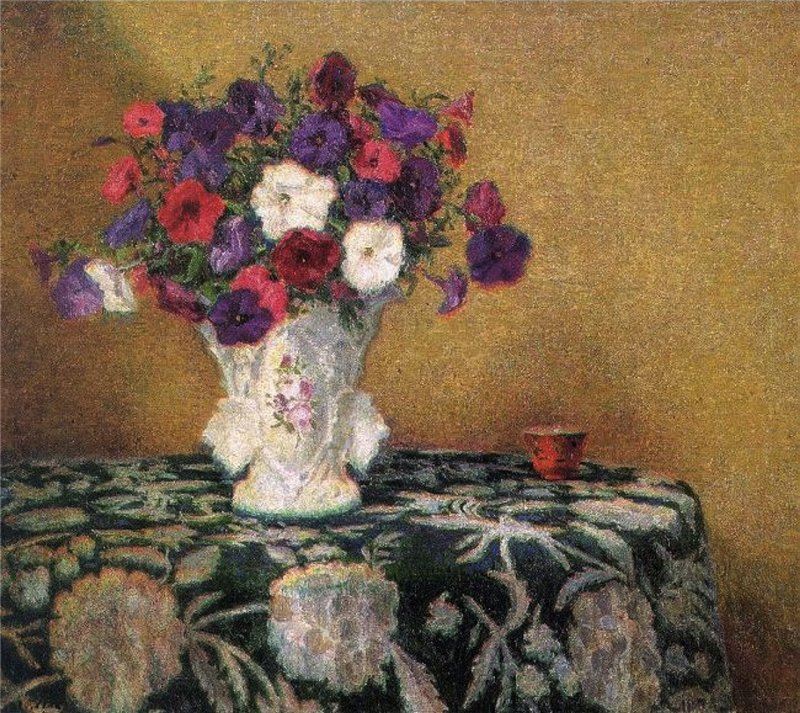
Still Life with Petunias, sans date
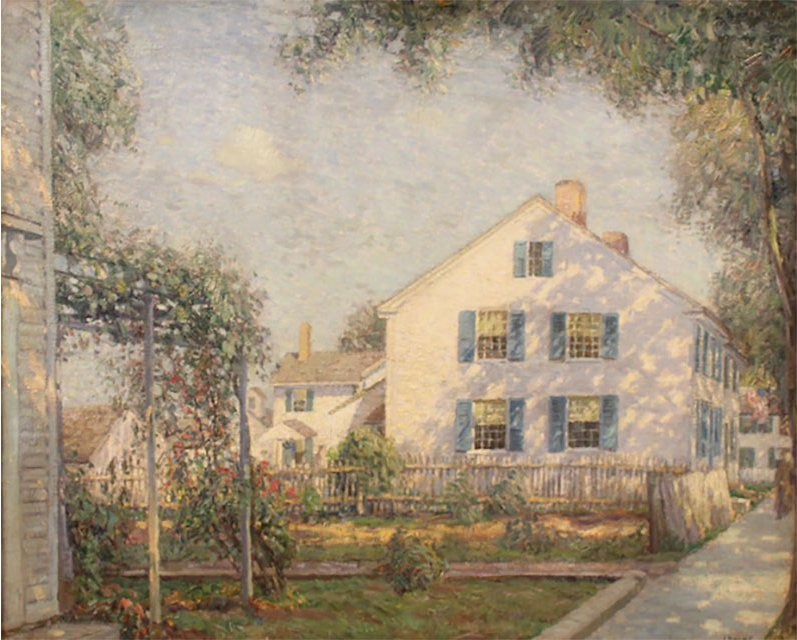
The Fourth of July, Essex, Connecticut, sans date
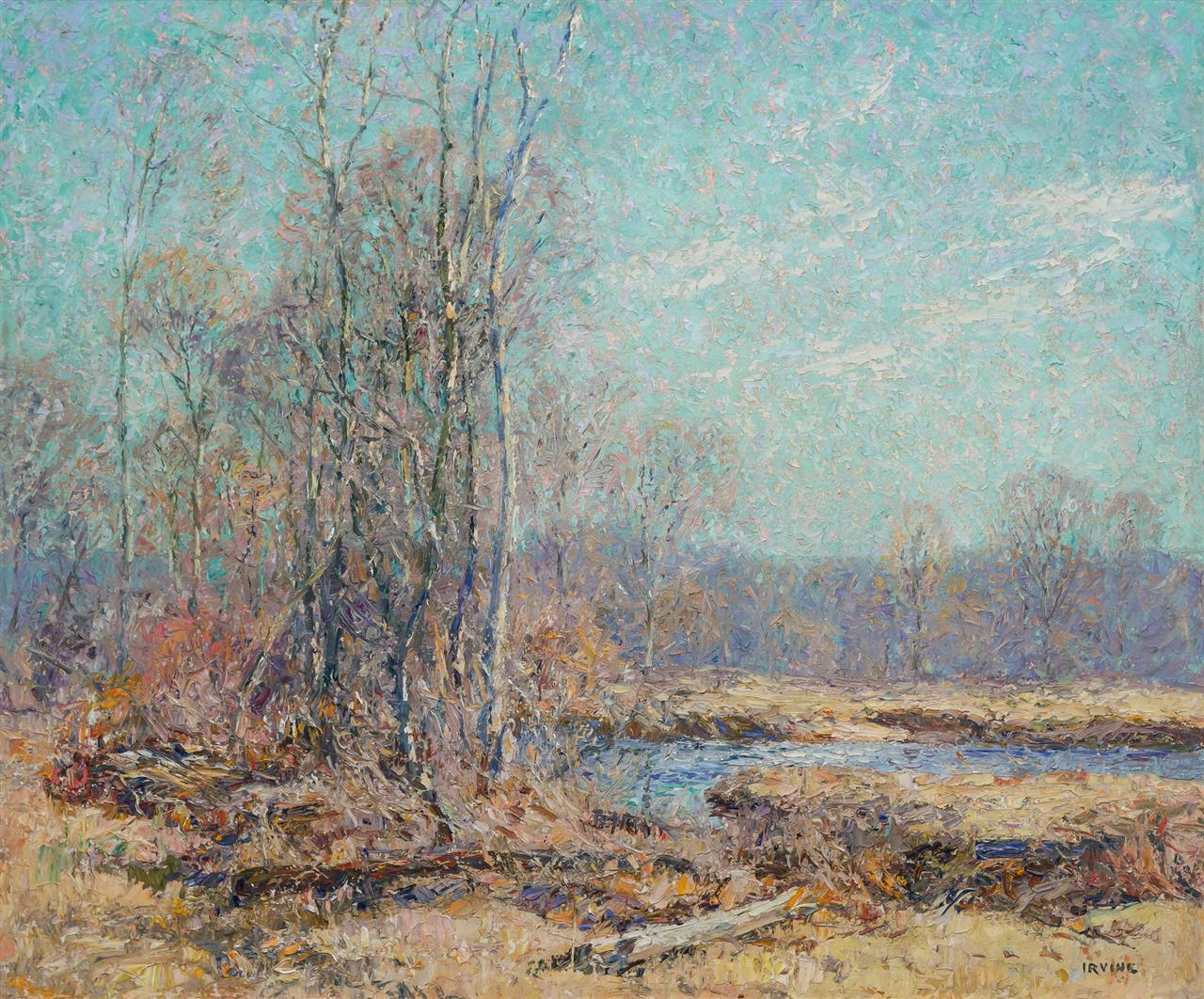
Stream Drift, sans date
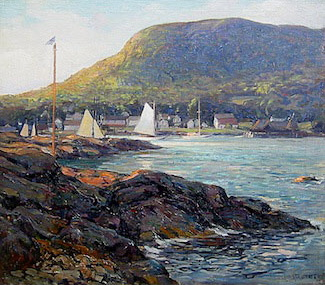
Harbor at Camden, Maine, sans date
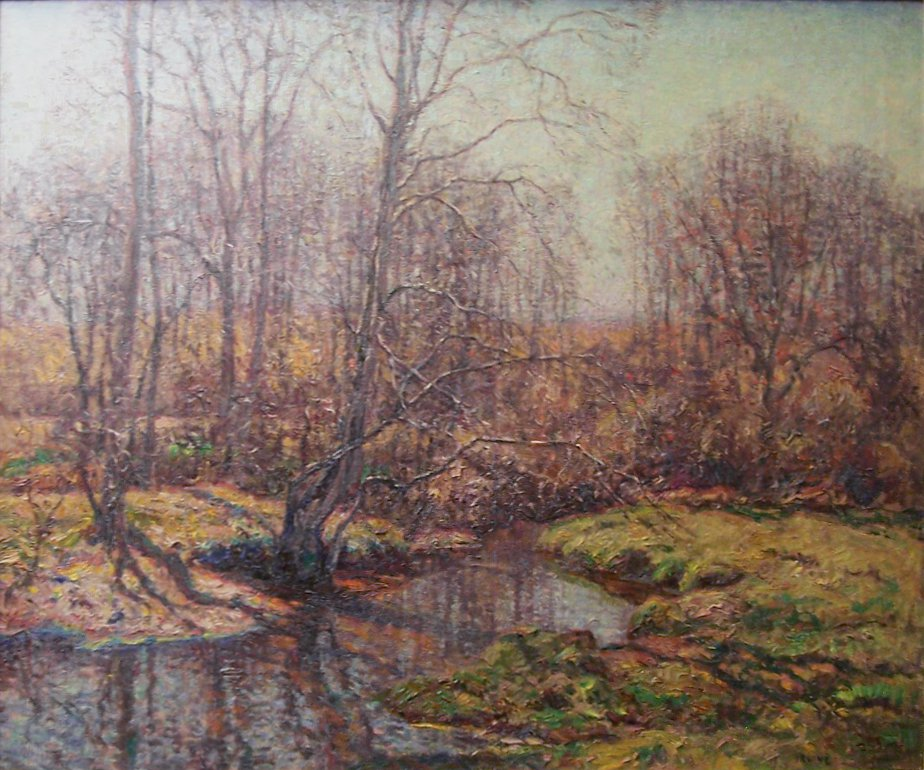
Fall, Eight Mile River, Conencticut, sans date
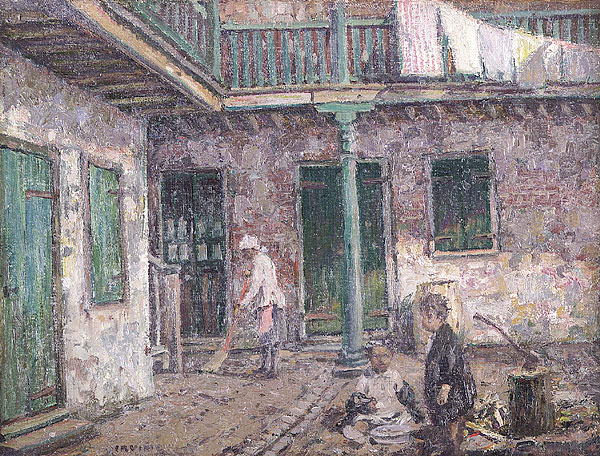
French Quarter Courtyard, 1928
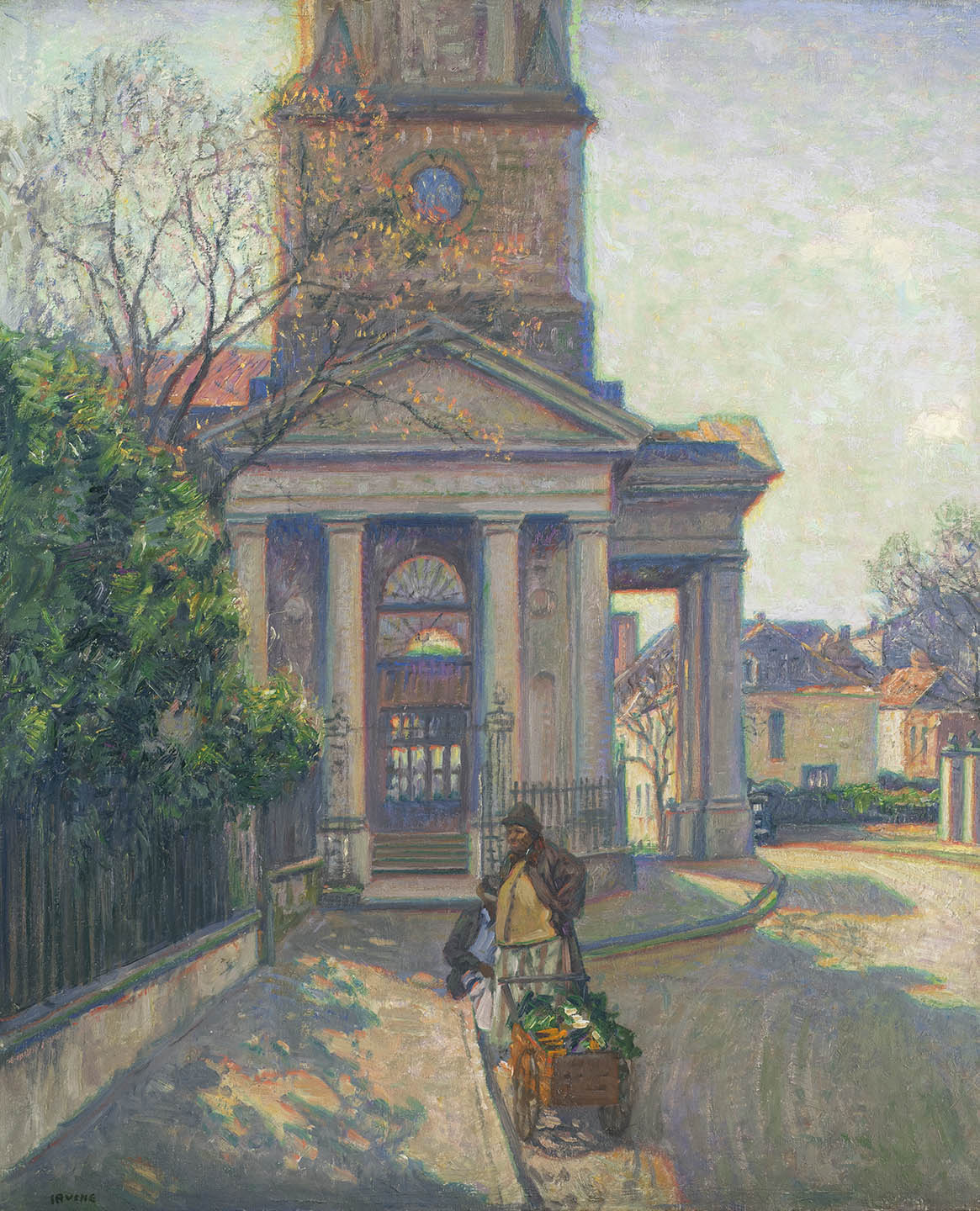
Church Street, Charleston, 1932
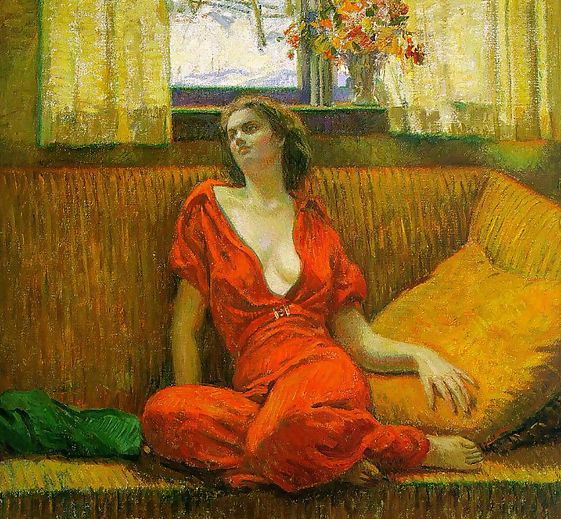
Lady in Red, 1932
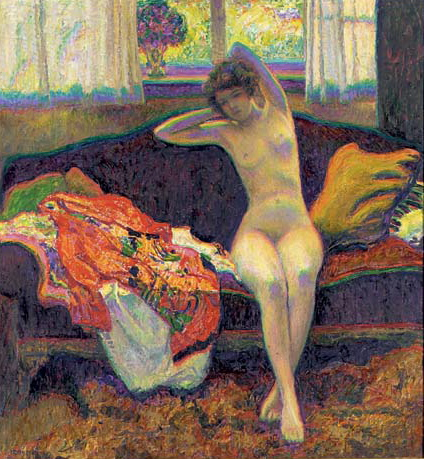
Nude on Sofa, sans date
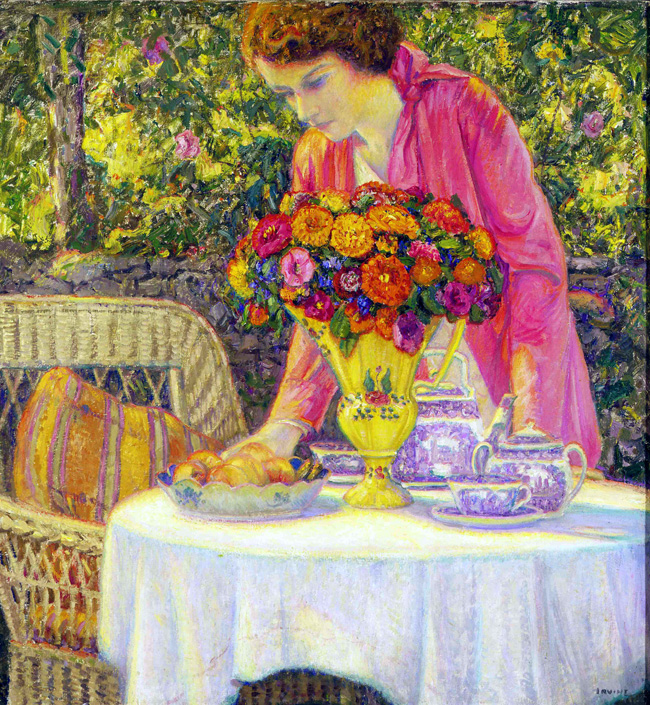
Tea Party with the Artists Daughter Lois, sans date